# Епархия Мело
Епархия Мело (лат. Dioecesis Melensis) — епархия Римско-Католической Церкви с центром в городе Мело, Уругвай. Епархия Канелонеса распространяет свою юрисдикцию на департаменты Серро-Ларго и Трейнта-и-Трес. Епархия Мело входит в митрополию Монтевидео. Кафедральным собором епархии Мело является церковь Пресвятой Девы Марии и святого Рафаэля в городе Мело.

## История
14 апреля 1897 года Святой Престол учредил епархию Мело, выделив её из архиепархии Монтевидео.
11 августа 1931 года Римский папа Пий XI издал буллу "Quo salubrius", которой перевёл кафедру епархии в город Флорида и переименовал епархию Мело в епархию Мело и Флориды.
15 ноября 1955 года Римский папа Пий XII издал буллу "Accepta arcano", которой разделил епархию Мело и Флориды на две епархии: Мело и Епархия ФлоридыФлориды.
25 июня 1960 года епархия Мело передала часть своей территории для возведения новой епархии Минаса.

## Ординарии епархии
- епископ José María Cavallero (20.12.1955 — 9.07.1960) — назначен епископом Минаса;
- епископ Orestes Santiago Nuti Sanguinetti SDB[1] (9.07.1960 — 2.01.1962) — назначен епископом Канелонеса;
- епископ Roberto Reinaldo Cáceres González (2.01.1962 — 23.04.1996);
- епископ Nicolás Cotugno Fanizzi SDB (13.06.1996 — 4.12.1998) — назначен архиепископом Монтевидео;
- епископ Luis del Castillo Estrada SJ (21.12.1999 — 13.06.2009);
- епископ Heriberto Andrés Bodeant Fernández (13.06.2009 — по настоящее время).

## Источник
- Annuario Pontificio, Libreria Editrice Vaticana, Città del Vaticano, 2003, ISBN 88-209-7422-3
- Булла Quo salubrius, AAS 24 (1932), стр. 137  (лат.)
- Булла Accepta arcano, AAS 48 (1956), стр. 194  (лат.)